# 冬菇亭

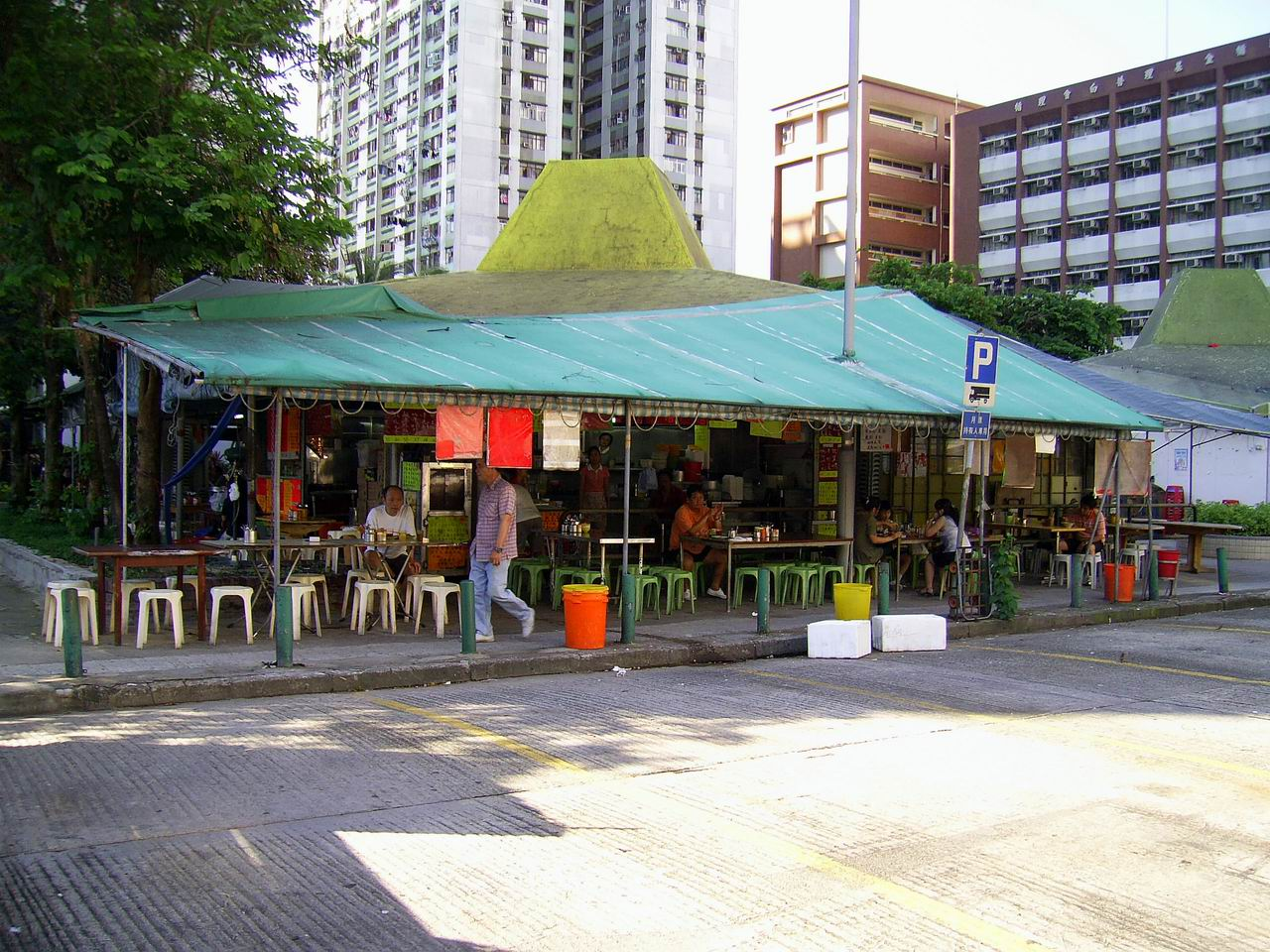
傳統的冬菇亭（2008年）翻新前的新翠邨冬菇亭

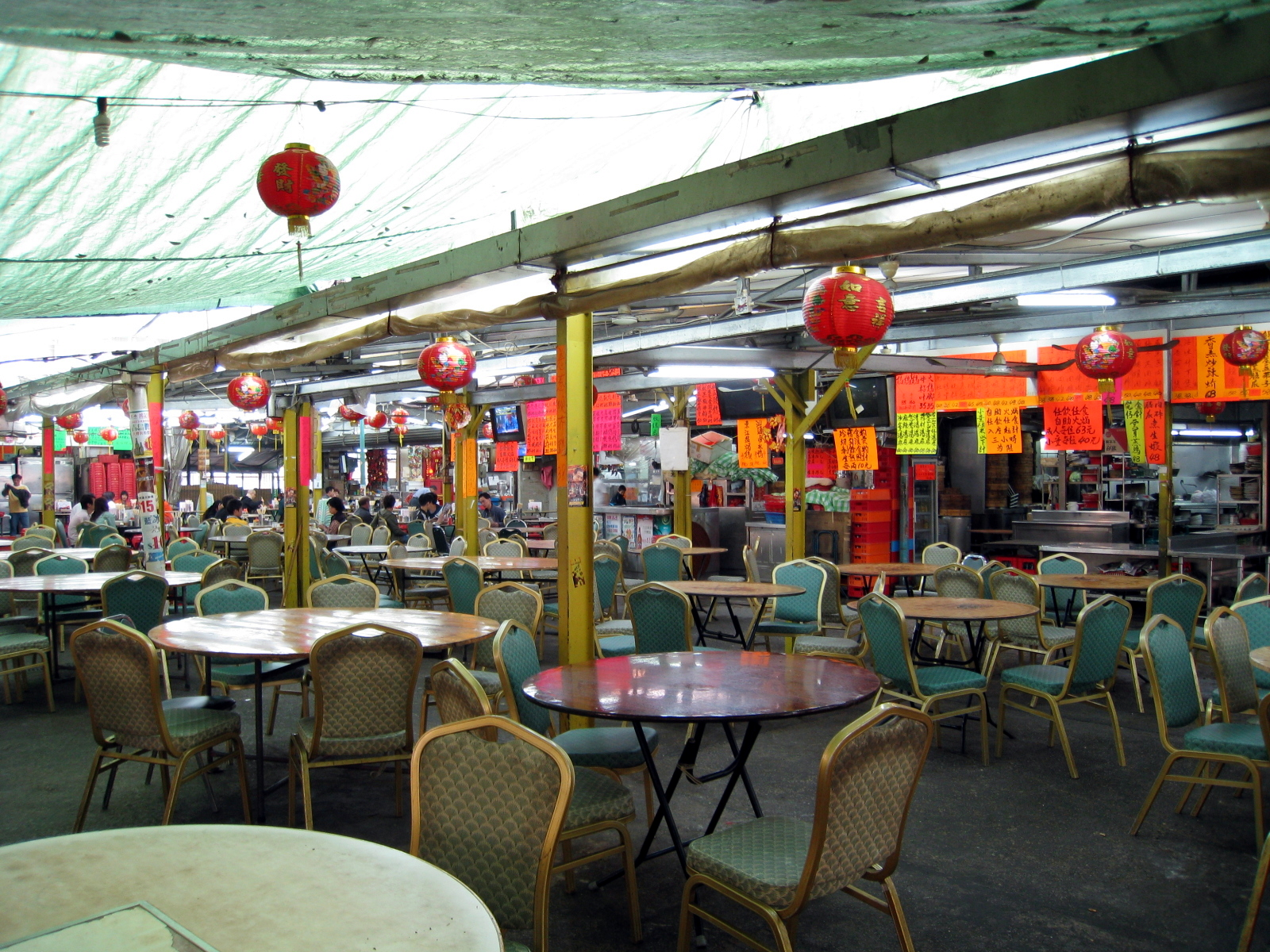
冬菇亭內觀

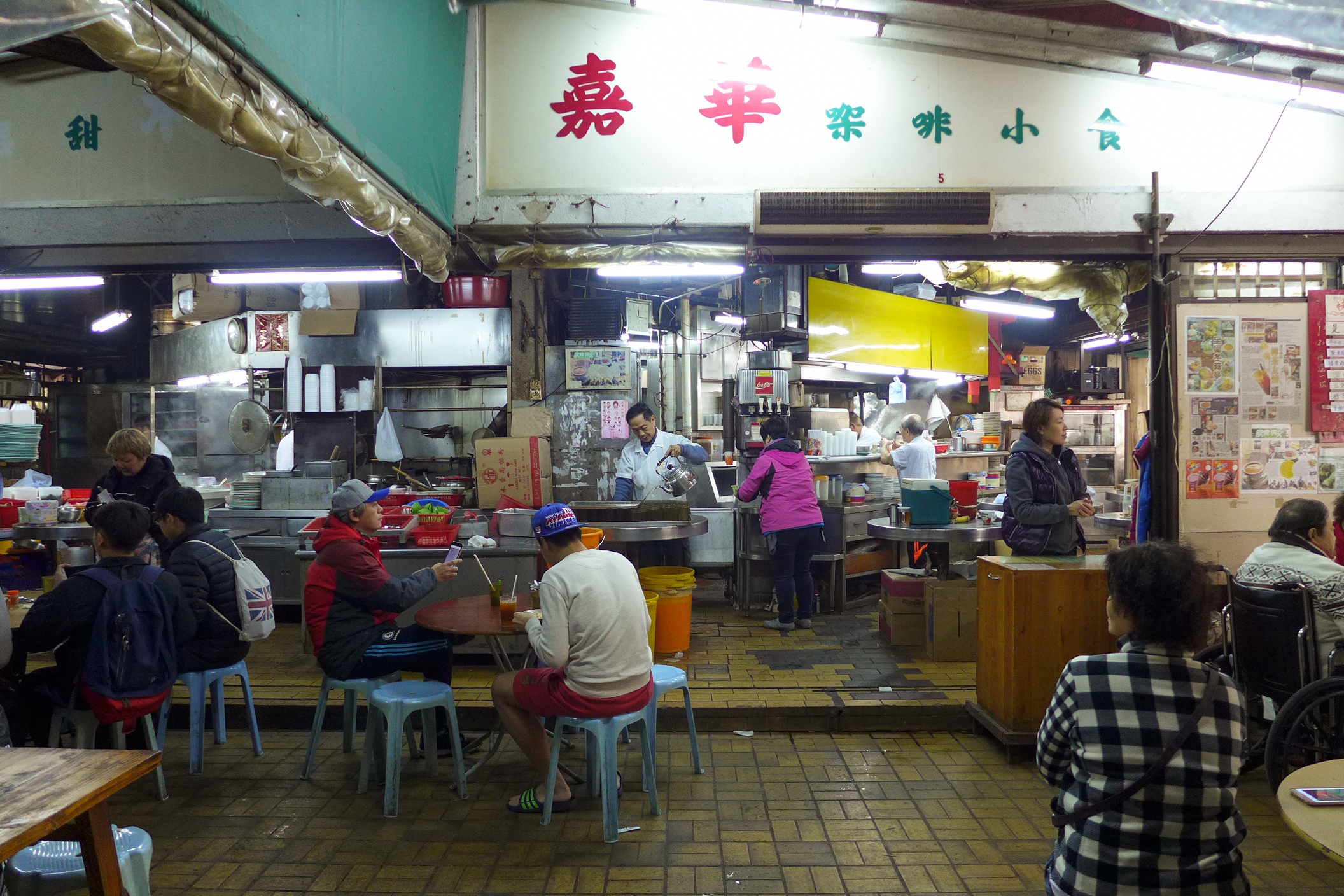
冬菇亭內的廚房，圖為廣福邨經營31年的嘉華咖啡小食，已於2016年12月31日結業

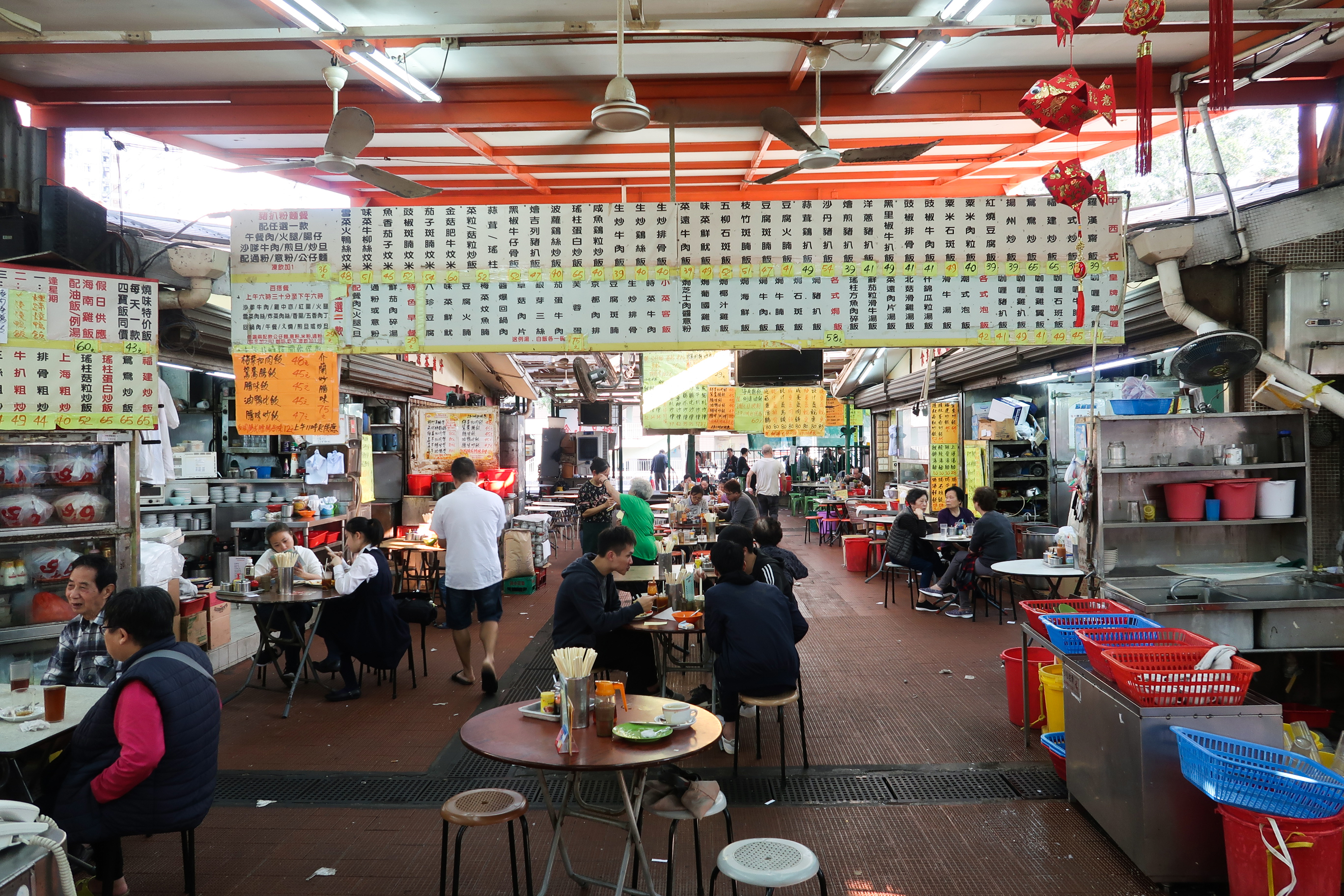
沙角邨內的大牌檔是有名的美食中心，到2019年2月底起關閉進行大翻新，將改為新式「冬菇亭」

熟食亭是香港公共屋邨独有的一種食肆設施，由於其整體外形像一顆冬菇（香菇），香港市民大眾更常稱之為「冬菇亭」。

## 構造
熟食亭中央是一座四方形截面的單層小型建築物，容納廚房、水吧（即沖調飲料的地方）、洗濯處、貨倉等，四邊一般不設外牆，呈半開放式設計；上蓋為四方形的簷頂，惟截去四個角落，簷頂向外覆蓋的範圍即為食檔放置木枱、圓櫈的用餐區。
簷頂以紙皮石鋪成，達到耐用的效果，也可遮陽擋雨；簷頂中央設有一凸出的拱形排氣口，有助煮食產生的油煙熱氣由上升排走，較涼快的空氣則由四周引入，加強空氣對流。
由於其下窄上闊、中央拱起的傘形造型酷似一顆冬菇，故得到「冬菇亭」的暱稱。
一座冬菇亭通常劃分為四等分，每等分各佔地約45平方（480平方英尺），樓高約7（23英尺）。各檔共用中央拱形排氣口，亭內除了六張以混凝土固定的枱外並無任何設施，檔主需自行裝修店面。

## 歷史
冬菇亭在1970年代隨公共屋邨建成而出現，最早的冬菇亭建於1974年，由當時房屋署的一位馬來西亞籍建築師負責，惟因年代久遠，有關建築師的資料已佚失。
對於有說香港冬菇亭是新加坡組屋熟食市場的藍本，香港建築文物保護師學會理事、研究本港早期公屋設計的衛翠芷並不認同，她與1980年代初曾任房屋署署長的衛綸書（Bernard Williams）會面，兩人談及冬菇亭的源起。
衛綸書說他曾於1974年出訪新加坡取經當地的組屋熟食中心，回港後便倡建了瀝源邨熟食檔。雖然該熟食檔格局與冬菇亭不盡相同，但衛翠芷相信它很大機會是冬菇亭雛形。
全港首個冬菇亭誕生於九龍愛民邨，冬菇亭在那個年代出現，正正切合舊時市民習慣光顧街頭小食檔的生活模式。有些屋邨有超過一個熟食亭，通常集中在同一地方興建。

## 營運
這些熟食亭由私人租用，開設廉價食肆，通常以大牌檔形式經營。
一般四檔由不同檔主經營，分別售賣不同的食物；但也有同時租用兩個甚或全部檔位經營的情況。
冬菇亭食肆僅可於劃定的範圍內經營，不過有些檔主會搭建帳篷佔用店外的公眾地方，私自擴充經營範圍，阻塞通道。食肆也會帶來油煙、蟲鼠、食物安全等衛生問題。有些冬菇亭食肆營業至深夜，食客噪音也會影響鄰近樓宇住客。
部份冬菇亭並不屬於公共屋邨的一部份，例如元朗建業街熟食街市和裕景坊熟食街市，這些冬菇亭現由食物環境衞生署負責管理。

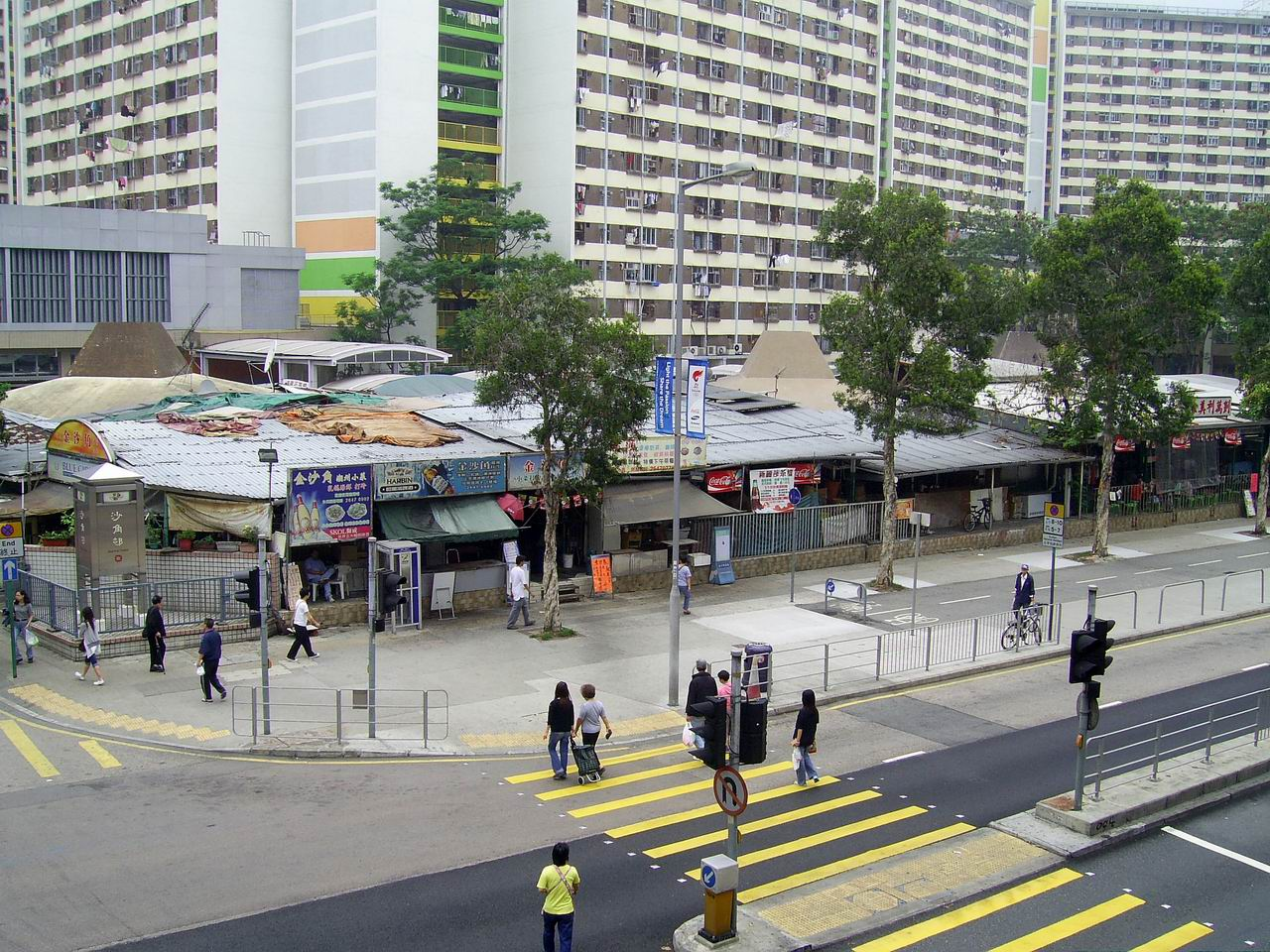
沙角邨冬菇亭
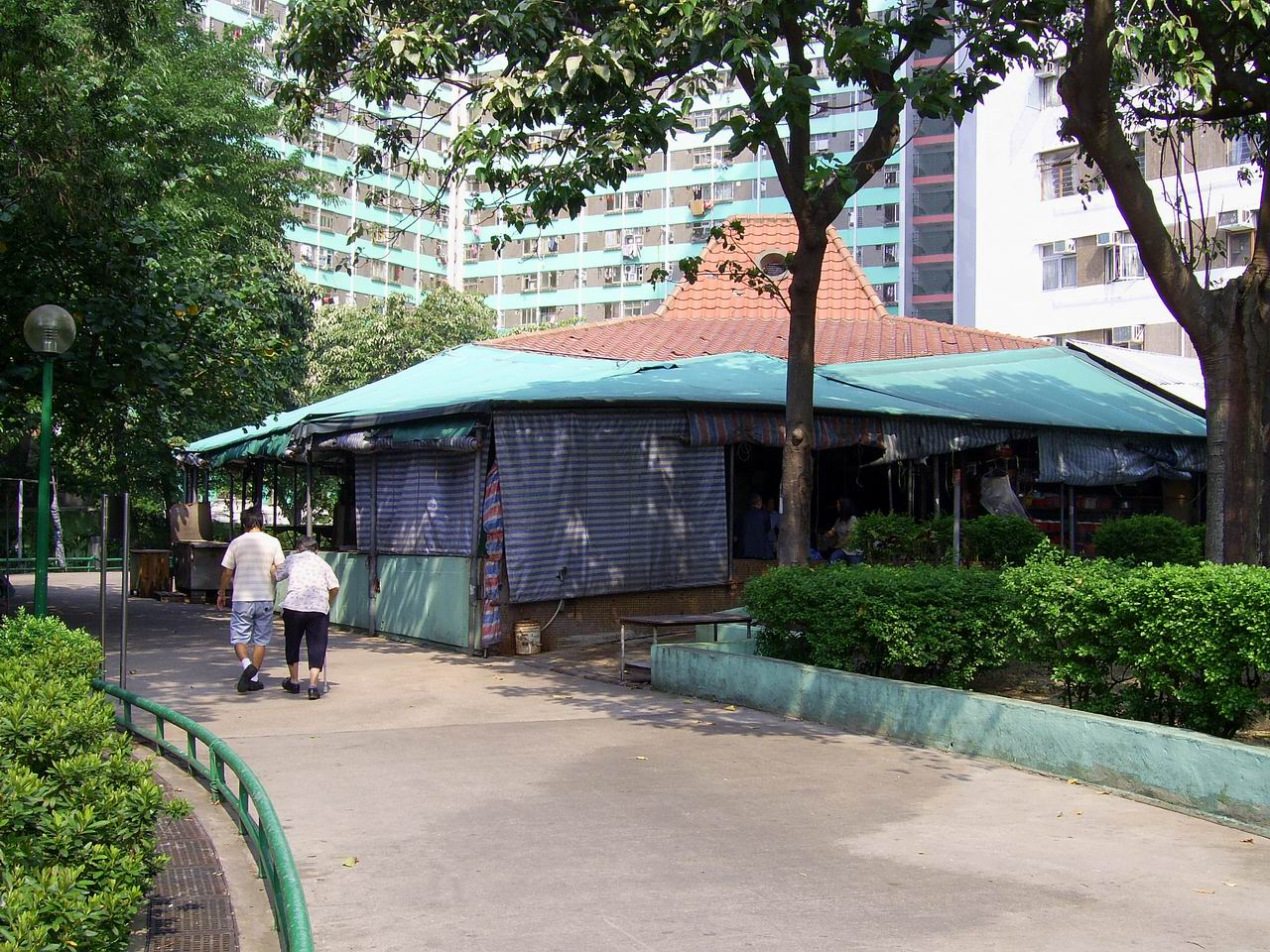
廣福邨冬菇亭
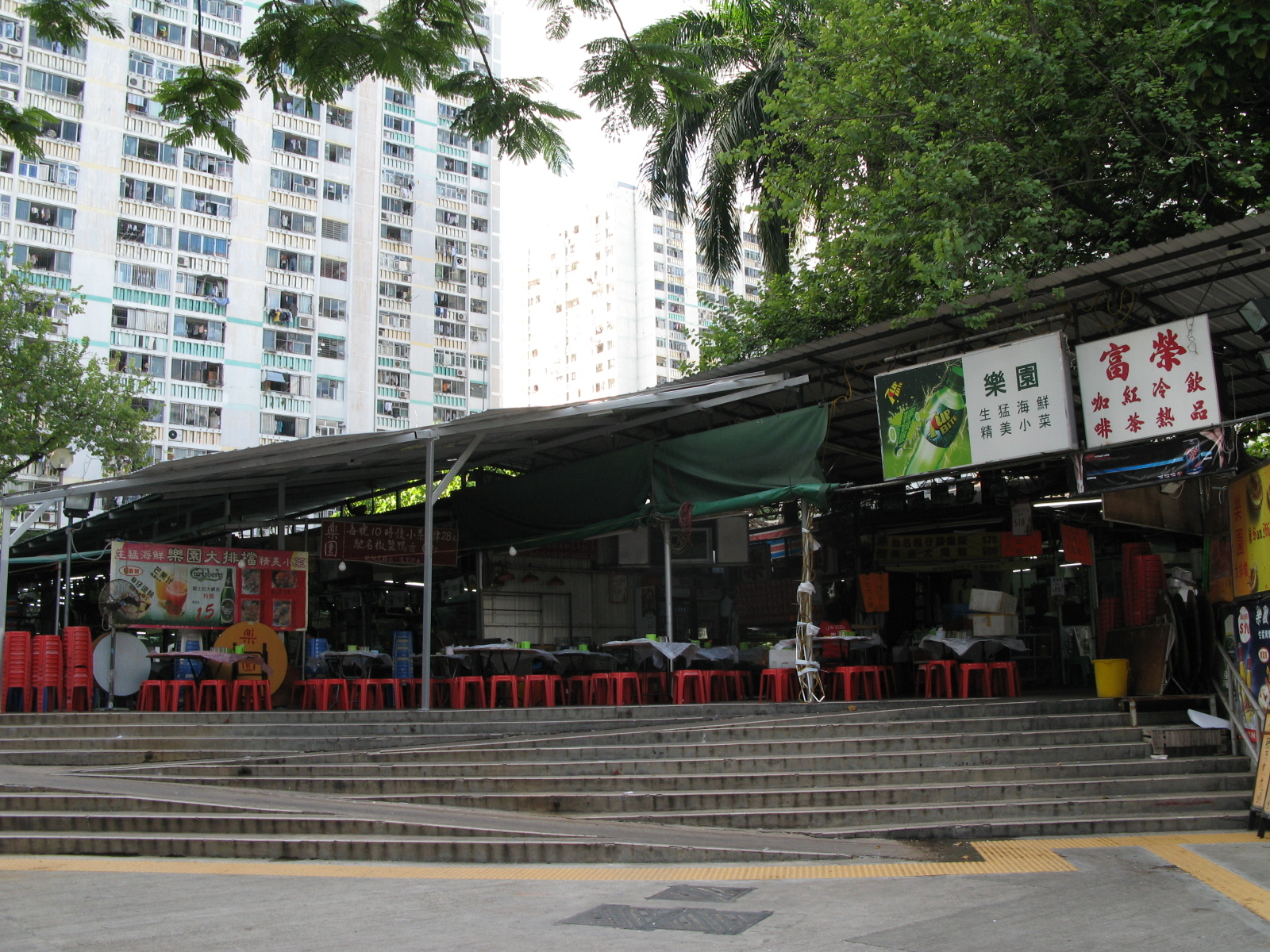
禾輋邨冬菇亭

## 發展
1990年代起，房屋署停止於其公共屋邨內興建熟食亭，2001年香港房屋委員會（房委會）推出自願放棄計劃。
租戶如放棄經營熟食亭，可即時領取25萬港元津貼（相等於10個月淨租金加5萬元局限性街市檔位投標替代金）；若選擇繼續經營，房署會安排租戶遷往公共屋邨商場內的美食廣場，以此淘汰現有的熟食亭。
2005年起，房委會將其屬下屋邨零售物業及停車場分拆為領匯房地產投資信託基金（簡稱“領匯”，後易名為“領展”）上市，當中包括部份冬菇亭。
由領展管理的冬菇亭推行翻新計劃，重整排污及電力系統，採用一亭一店營運模式，營運者並需申請餐廳經營牌照，才獲准租用。
其中美林邨的三個冬菇亭由單一食肆集團租用，分別改建為茶餐廳、茶樓及海鮮酒家，足以容納1,000名食客，投資逾千萬元改裝，加設豪華水晶燈、維多利亞時代復古鐵閘、LED環保燈、日本琉璃瓦屋頂、活動天幕等。
位於順利邨的冬菇亭並無跟隨同邨商場出售予領展，但房屋署隨後拆卸該三個冬菇亭，原址另建一個小舞台，供社區團體租用作表演及其他用途。
黃大仙下邨的冬菇亭由原三家經營的家族店東合作，在原址每日輪流經營八小時，分別售賣早市粥品、晚市小菜及通宵糖水。
總體而言，出於衛生及發展考慮，很多冬菇亭都已被或將被拆卸，截至2018年初全香港僅剩下不足25個冬菇亭。

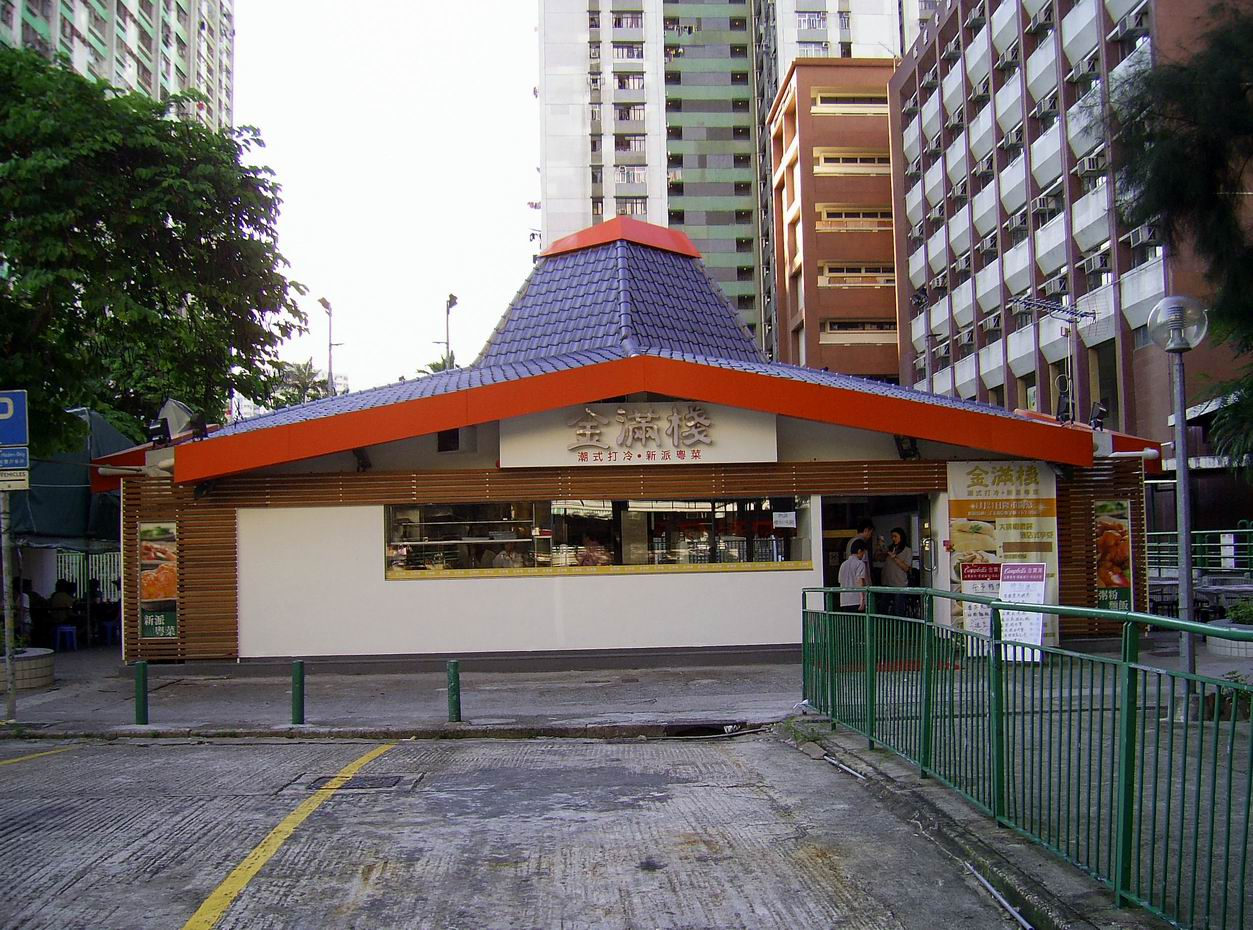
新翠邨新裝修冬菇亭
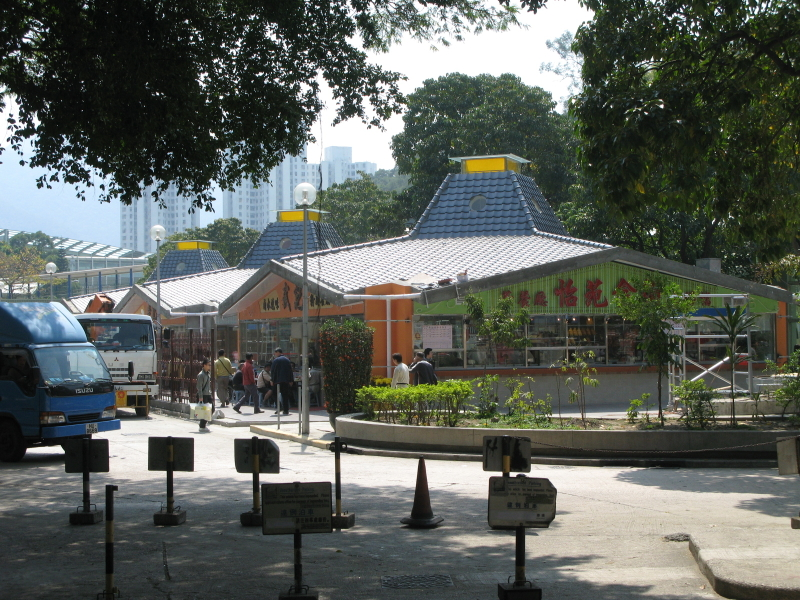
美林邨「豪裝」冬菇亭
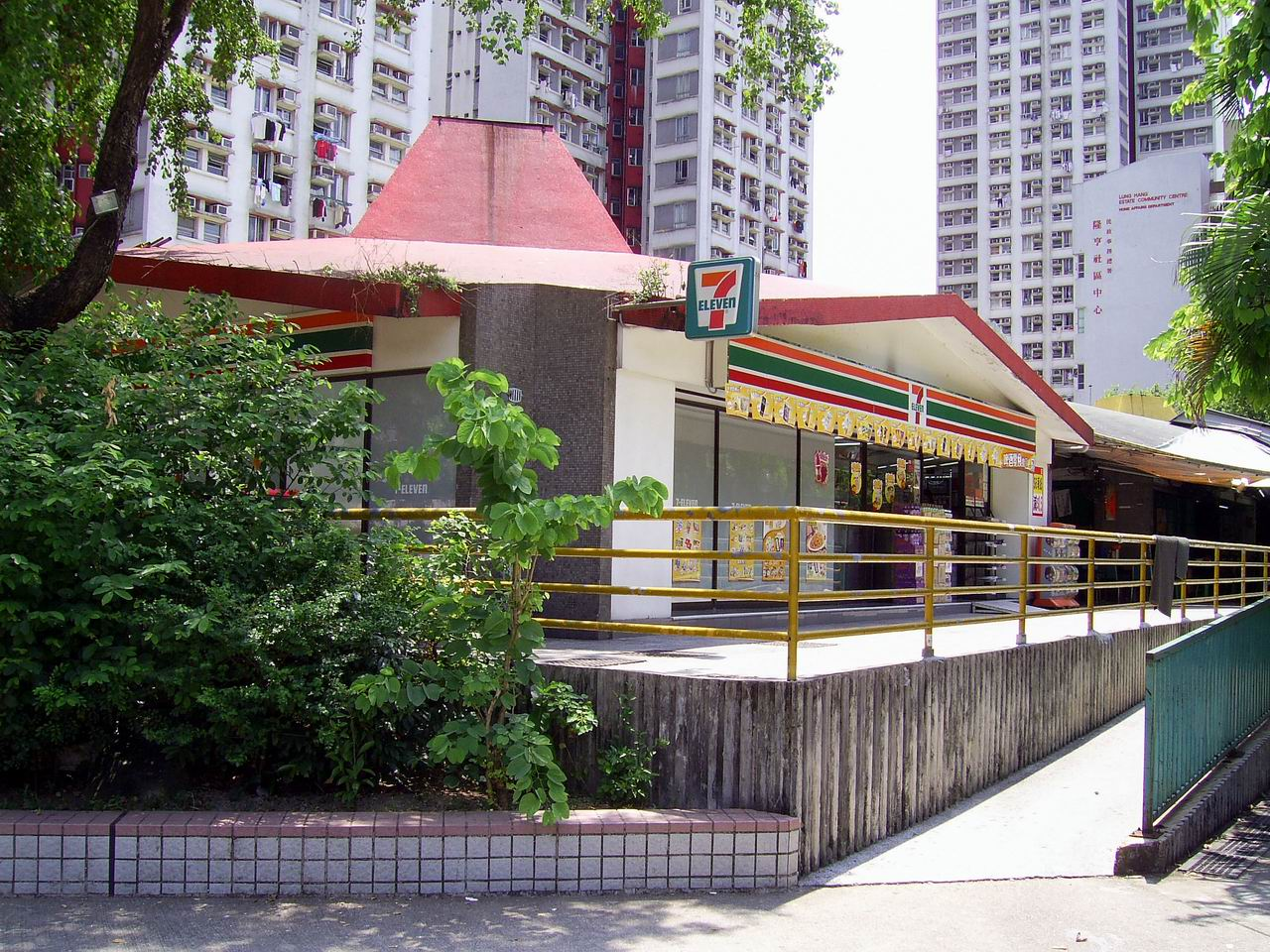
隆亨邨冬菇亭7-11
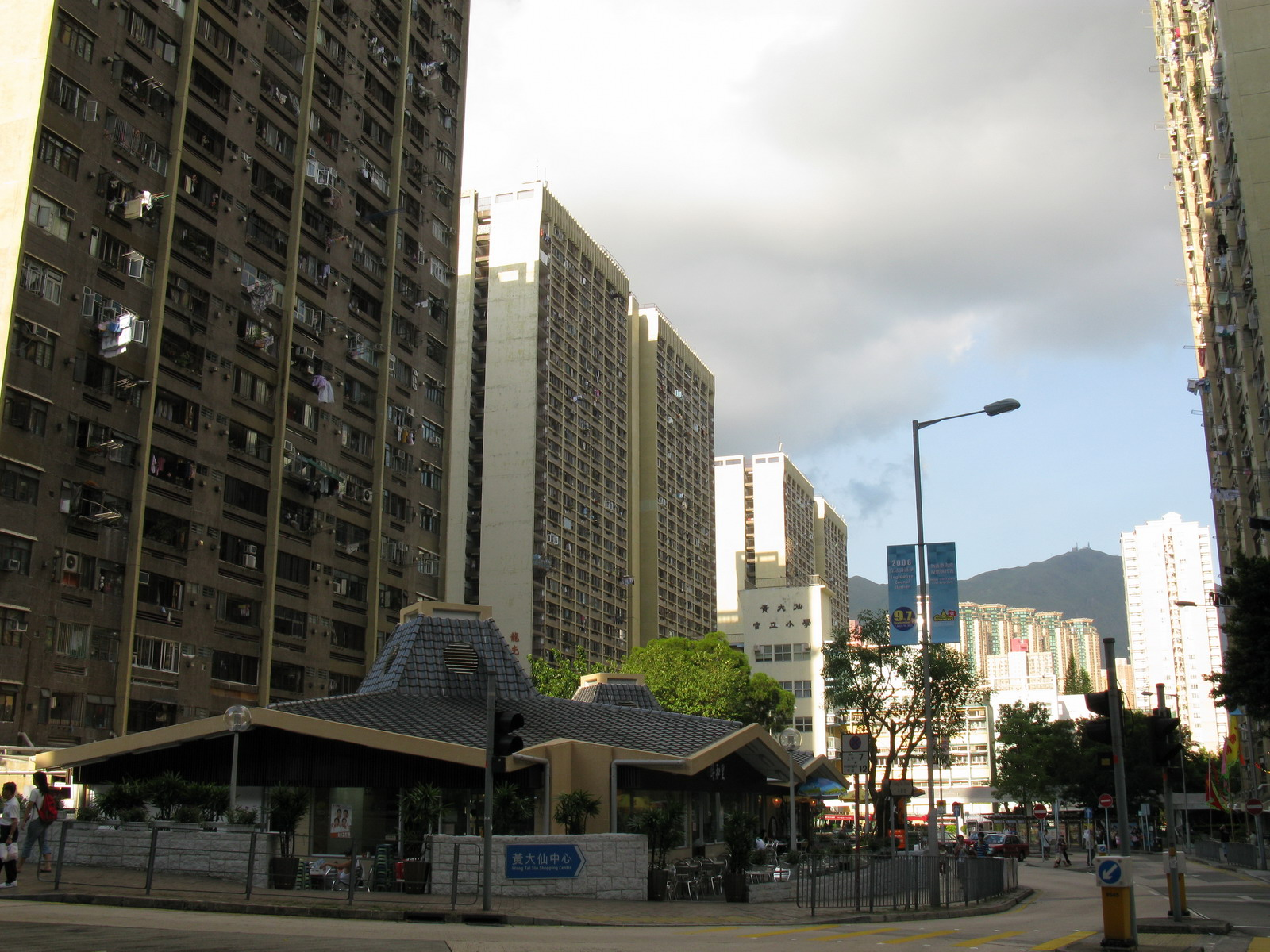
黃大仙下(二)邨冬菇亭
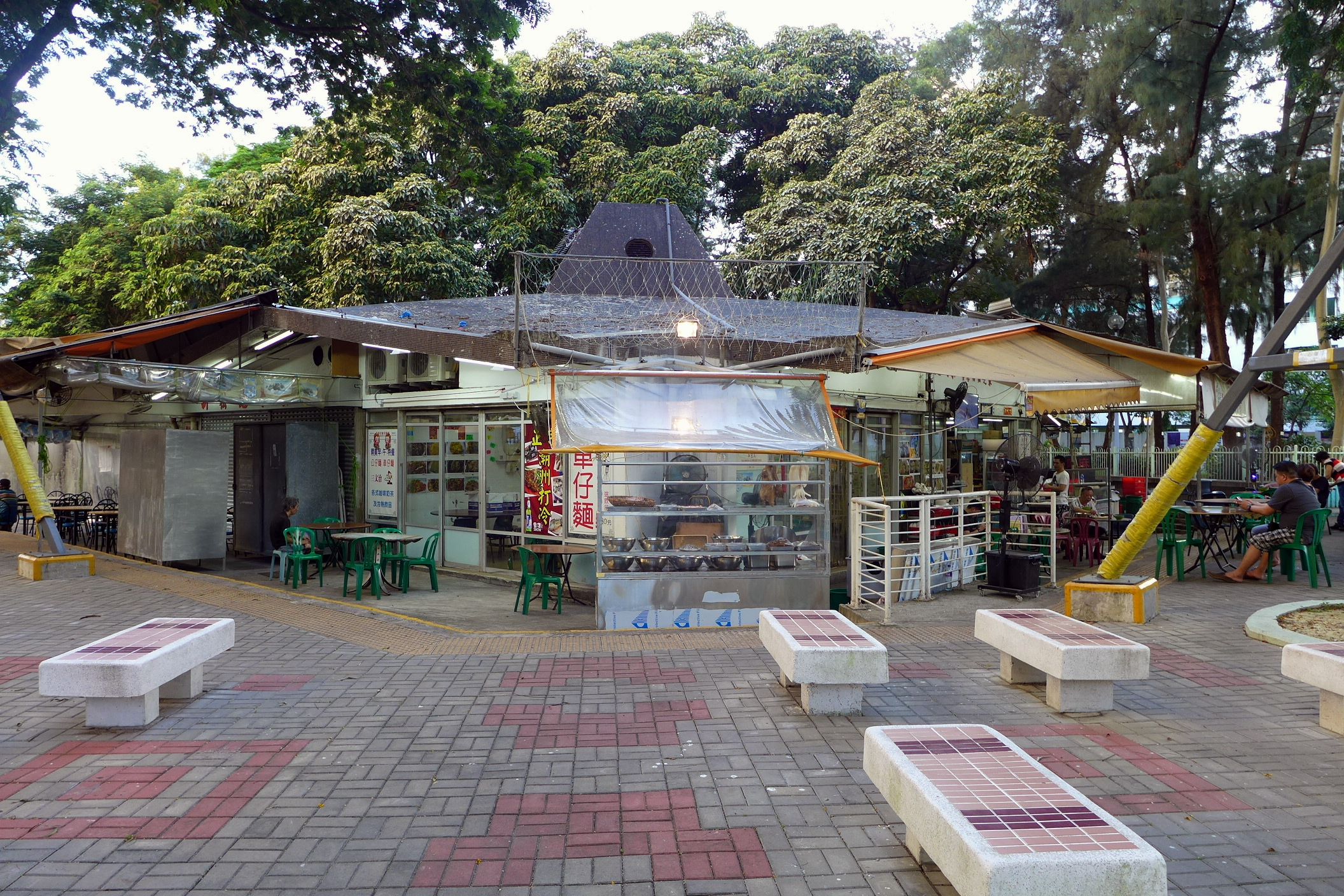
啟業邨冬菇亭
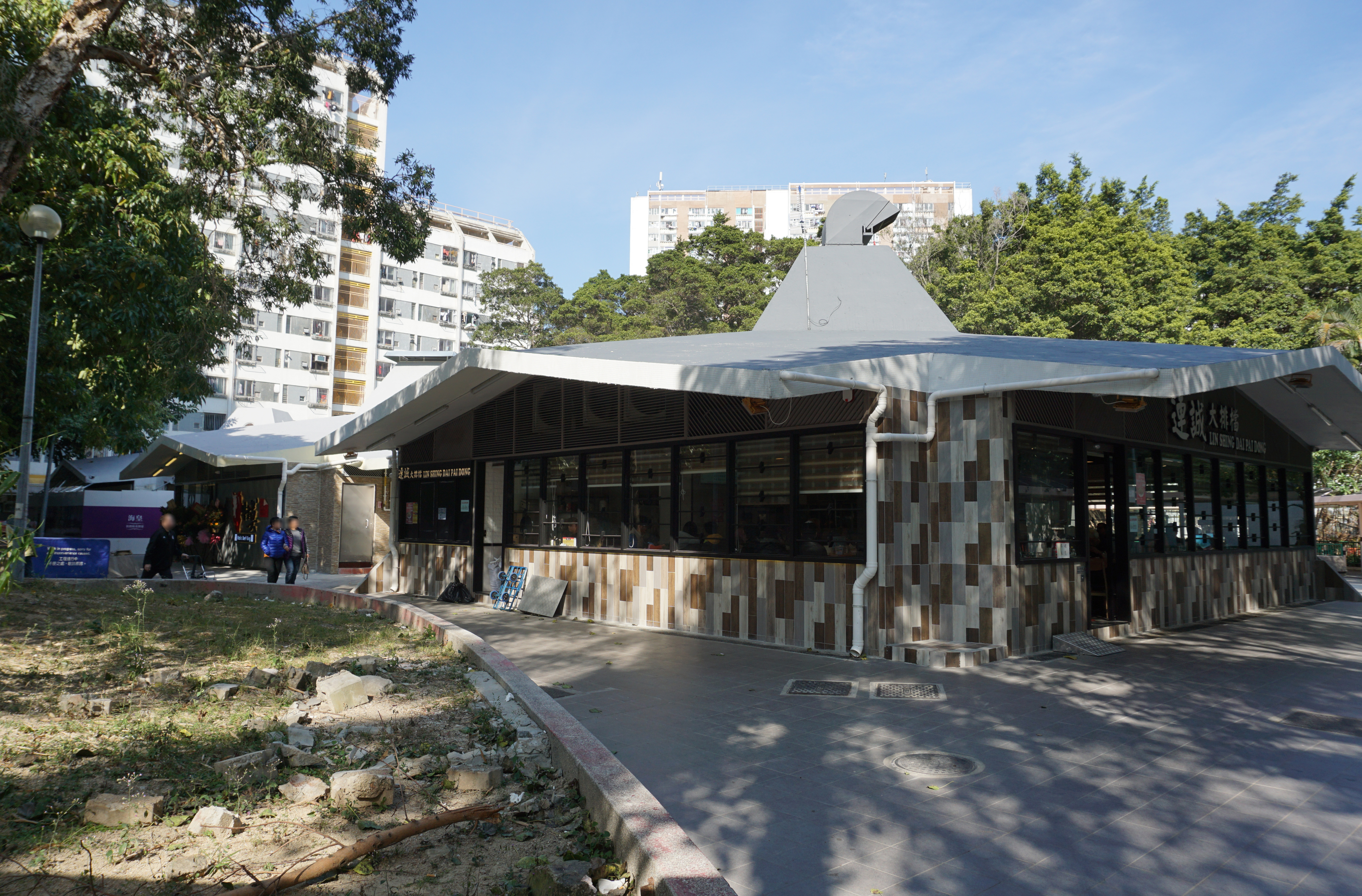
蝴蝶邨冬菇亭

## 外部連結
- 大排檔活化工程| Rejuvenation of Cooked Food Stall （页面存档备份，存于） 介紹黃大仙冬菇亭活化工程